# تاجر گک جو
تاجر: گک جو ۲۰۱۵ (کره‌ای: 장사의 신 – 객주 ۲۰۱۵; لاتین‌نویسی اصلاح‌شده: Jangsaui sin – Gaekju 2015) یک مجموعهٔ تلویزیونی کره جنوبی سال ۲۰۱۵ بر پایهٔ گک جو، رمان ده جلدی کیم جو یونگ است که به صورت سریالی شده در روزنامهٔ سئول شینمون از ژوئن ۱۹۷۹ تا فوریه ۱۹۸۳ منتشر شد. این مجموعه از ۲۳ سپتامبر ۲۰۱۵ تا ۱۸ فوریه ۲۰۱۶، روزهای چهارشنبه و پنجشنبه ساعت ۲۱:۵۵ (کی‌اس‌تی) از کی‌بی‌اس۲ برای ۴۱ قسمت پخش شد.